# Viré-Songdin
Pour les articles homonymes, voir Viré et Songdin.
Viré-Songdin est une localité située dans le département de Zogoré de la province du Yatenga dans la région Nord au Burkina Faso.

## Géographie
Viré-Songdin se trouve à 3 km au nord-est de Zogoré, le chef-lieu du département, et à environ 30 km au sud-ouest du centre de Ouahigouya. La ville est à 2 km à l'est de la route nationale 10 allant de Ouahigouya à Tougan.

## Économie
L'économie de Viré-Songdin est principalement basée sur l'agro-pastoralisme.

## Santé et éducation
Le centre de soins le plus proche de Viré-Songdin est le centre de santé et de promotion sociale (CSPS) de Zogoré tandis que le centre hospitalier régional (CHR) se trouve à Ouahigouya.
Viré-Songdin possède une école primaire publique et un collège d'enseignement général (CEG).